# Belas Lakra
Belas Lakra (* 1940; † 13. Januar 2004) war Bischof und Moderator der Evangelisch-Lutherischen Gossner-Kirche in Chotanagpur und Assam.
Im Oktober 1995 wurde Belas Lakra Bischof der Nord-West-Diözese und war bis zu seiner Wahl zum Moderator seiner Kirche im November 2001 stellvertretender Moderator. Lakra war Vater von vier Kindern und starb 2004 im Alter von 64 Jahren.